# Christoph Dabrowski
Krzysztof Dąbrowski (Katowice, Polonia, 1 de agosto de 1978) es un exfutbolista nacionalizado alemán. Jugaba de centrocampista defensivo y su primer equipo fue el Werder Bremen.

## Selección nacional
Ha sido internacional con la Selección de fútbol de Alemania Sub-21, jugando 4 partidos internacionales. Dado que posee la doble nacionalidad (alemana y polaca), en octubre de 2005 la Asociación Polonesa de Fútbol solicitó al jugador para su selección nacional, pero la FIFA rechazó la solicitud debido a que no tenía derecho al haber jugado con la selección alemana Sub-21.

## Clubes
| Club              | País                | Año       |
| ----------------- | ------------------- | --------- |
| Werder Bremen     | Bandera de Alemania | 1998-2001 |
| Arminia Bielefeld | Bandera de Alemania | 2001-2003 |
| Hannover 96       | Bandera de Alemania | 2003-2006 |
| VfL Bochum        | Bandera de Alemania | 2006-2013 |

- Datos: Q531386